# Пливање на Летњим олимпијским играма 2024 — 200 м прсно за жене
Трке на 200 метара прсним стилом за жене на Летњим олимпијским играма 2024. одржале су се 31. јула (квалификације и полуфинале) и 1. августа (финале), на базену Дефанс арене у Паризу. Ова трка је тако по 24. пут била део званичног олимпијског програма од њеног званичног дебија на ЛОИ 1924. године. 
За трке у овој дисциплини биле су пријављене 23 такмичарке из 19 земаља. 
Титулу олимпијске победнице освојила је Американка Кејт Даглас, Јужноафриканки Татјани Смит је припало сребро, док је бронзану медаљу освојила репрезентативка Холандије Тес Схаутен.

## Освајачи медаља
|                   | Резултат |                    | Резултат |                   | Резултат |
|                   |          |                    |          |                   |          |
| Кејт Даглас (USA) | 2:19.24  | Татјана Смит (SAF) | 2:19.60  | Тес Схаутен (NED) | 2:21.05  |

## Званични рекорди
Пре почетка такмичења, званични рекорди у овој дисциплини су били следећи:
|                      | Име                      | Резултат | Место          | Датум           |
| -------------------- | ------------------------ | -------- | -------------- | --------------- |
| Светски рекорд СР    | Јевгенија Чикунова (РУС) | 2:17.55  | Казањ (Русија) | 21. април 2023. |
| Олимпијски рекорд ОР | Татјана Смит (ЈАР)       | 2:18.95  | Токио (Јапан)  | 30. јул 2021.   |

## Квалификационе норме
Квалификациона норма за учешће у овој дисциплини износила је 2:23.91 и све такмичарке које су испливали трку у том времену на неком од званичних такмичења у периоду између 1. марта 2023. и 23. јуна 2024, стекле су право да учествују на Ирама у Паризу. У случају да довољан број пливача нема испливану квалификациону норму, следећи параметар је било селекционо време од 2:24.63. Свака од земаља је имала право да учествује са по максимално два такмичара по дисциплини, под условом да оба такмичара имају испливану квалификациону норму. Одређен број учесничких квота је попуњен на основу специјалних позивница земљама које немају квалификованих спортиста у пливању.

## Резултати квалификација
Квалификационе трке у дисциплини 200 метара прсно за жене су пливане 31. јула у јутарњем делу програма, са почетком од 11.00 часова по локалном времену (UTC+2). У квалификацијама су учествовале 23 пливачица из 19 зеамља, пливало се у 3 квалификационе групе, а директан пласман у полуфинале остварило је 16 пливачица са најбољим резултатима.
| Пласман | Трка | Стаза | Пливачица           | НОК                       | Резултат | Нап. |
| ------- | ---- | ----- | ------------------- | ------------------------- | -------- | ---- |
| 1.      | 1    | 4     | Татјана Смит        | Јужноафричка Република    | 2:21.57  | КВ   |
| 2.      | 2    | 4     | Тес Схаутен         | Холандија                 | 2:23.08  | КВ   |
| 3.      | 3    | 4     | Кејт Даглас         | Сједињене Америчке Државе | 2:23.44  | КВ   |
| 4.      | 3    | 3     | Је Шивен            | Кина                      | 2:23.67  | КВ   |
| 5.      | 1    | 6     | Кејлин Корбет       | Јужноафричка Република    | 2:23.85  | КВ   |
| 6.      | 3    | 2     | Сатоми Сузуки       | Јапан                     | 2:23.80  | КВ   |
| 7.      | 1    | 5     | Мона Макшари        | Ирска                     | 2:23.98  | КВ   |
| 8.      | 2    | 3     | Џена Страуч         | Аустралија                | 2:24.38  | КВ   |
| 9.      | 2    | 7     | Хесика Ваљ          | Шпанија                   | 2:24.52  | КВ   |
| 10.     | 1    | 3     | Котрина Тетеревкова | Литванија                 | 2:24.59  | КВ   |
| 11.     | 3    | 5     | Лили Кинг           | Сједињене Америчке Државе | 2:24.91  | КВ   |
| 12.     | 2    | 2     | Келси Вог           | Канада                    | 2:25.11  | КВ   |
| 13.     | 2    | 6     | Сидни Пикрем        | Канада                    | 2:25.45  | КВ   |
| 14.     | 3    | 6     | Ела Рамзеј          | Аустралија                | 2:25.61  | КВ   |
| 15.     | 3    | 7     | Франческа Фанђо     | Италија                   | 2:25.85  | КВ   |
| 16.     | 1    | 2     | Кристина Хорска     | Чешка                     | 2:26.28  | КВ   |
| 17.     | 2    | 1     | Лиза Мами           | Швајцарска                | 2:26.39  |      |
| 18.     | 2    | 8     | Макарена Себаљос    | Аргентина                 | 2:26.55  |      |
| 19.     | 2    | 5     | Теа Бломстерберг    | Данска                    | 2:27.81  |      |
| 20.     | 1    | 1     | Софи Хансон         | Шведска                   | 2:28.10  |      |
| 21.     | 1    | 7     | Алина Змушка        | Независни учесници        | 2:28.19  |      |
| 22.     | 3    | 1     | Летиша Сим          | Сингапур                  | 2:29.46  |      |
| 23.     | 3    | 8     | Енели Јефимова      | Естонија                  | 2:30.68  |      |

## Резултати полуфинала
Полуфиналне трке су пливане 31. јула у вечерњем делу програма, са почетком од 22.03 часова по локалном времену. Директан пласман у финале остварило је 8 такмичарки са најбољим резултатима.
| Пласман | Трка | Стаза | Пливачица           | НОК                       | Резултат | Нап. |
| ------- | ---- | ----- | ------------------- | ------------------------- | -------- | ---- |
| 1.      | 2    | 5     | Кејт Даглас         | Сједињене Америчке Државе | 2:19.74  | КВ   |
| 2.      | 2    | 4     | Татјана Смит        | Јужноафричка Република    | 2:19.94  | КВ   |
| 3.      | 1    | 4     | Тес Схаутен         | Холандија                 | 2:22.74  | КВ   |
| 4.      | 1    | 3     | Кејлин Корбет       | Јужноафричка Република    | 2:22.87  | КВ   |
| 5.      | 1    | 5     | Је Шивен            | Кина                      | 2:23.13  | КВ   |
| 6.      | 2    | 7     | Лили Кинг           | Сједињене Америчке Државе | 2:23.25  | КВ   |
| 7.      | 1    | 2     | Котрина Тетеревкова | Литванија                 | 2:23.42  | КВ   |
| 8.      | 2    | 3     | Сатоми Сузуки       | Јапан                     | 2:23.54  | КВ   |
| 9.      | 2    | 1     | Сидни Пикрем        | Канада                    | 2:24.03  |      |
| 10.     | 1    | 6     | Џена Страуч         | Аустралија                | 2:24.05  |      |
| 11.     | 2    | 6     | Мона Макшари        | Ирска                     | 2:24.48  |      |
| 12.     | 1    | 1     | Ела Рамзеј          | Аустралија                | 2:24.56  |      |
| 13.     | 1    | 7     | Келси Вог           | Канада                    | 2:24.82  |      |
| 14.     | 2    | 8     | Франческа Фанђо     | Италија                   | 2:25.39  |      |
| 15.     | 1    | 8     | Кристина Хорска     | Чешка                     | 2:25.77  |      |
| 16.     | 2    | 2     | Хесика Ваљ          | Шпанија                   | 2:26.22  |      |

## Резултати финала
Финална трка је пливана 1. августа у вечерњем делу програма, са почетком од 21.11 часова по локалном времену.
| Пласман | Стаза | Пливачица           | НОК                       | Резултат | Нап. |
| ------- | ----- | ------------------- | ------------------------- | -------- | ---- |
|         | 4     | Кејт Даглас         | Сједињене Америчке Државе | 2:19.24  | KР   |
| 2       | 5     | Татјана Смит        | Јужноафричка Република    | 2:19.60  |      |
| 3       | 3     | Тес Схаутен         | Холандија                 | 2:21.05  |      |
| 4.      | 8     | Сатоми Сузуки       | Јапан                     | 2:22.54  |      |
| 5.      | 1     | Котрина Тетеревкова | Литванија                 | 2:23.75  |      |
| 6.      | 2     | Је Шивен            | Кина                      | 2:24.31  |      |
| 7.      | 6     | Кејлин Корбет       | Јужноафричка Република    | 2:24.46  |      |
| 8.      | 7     | Лили Кинг           | Сједињене Америчке Државе | 2:25.91  |      |